# Momolu Duwalu Bukele
Momolu Duwalu Bukele (también conocido como Momolu Duala Bukare, o escrito Mɔmɔlu Duwalu Bukɛlɛ) (septiembre de 1788 - octubre de 1888) fue el inventor del silabario Vai usado para escribir el idioma vai de Liberia, una de las pocas lenguas subsaharianas que ha desarrollado su propio sistema de escritura.
Se cree que Bukele lo inventó alrededor de 1833, aunque fechas anteriores como 1815 han sido propuestas. Según Ayojedi Olukoju, el alfabeto data con certeza de antes de 1818, cuando Bukele volvió al interior de Liberia después de periodo de estancia en la costa. Se cree que el silabario le fue revelado en un sueño, y que se lo comunicó a amigos y a jefes tribales.
Olukoju indica que la idea original debe haber surgido de su experiencia de alfabetización en la costa de Liberia durante su estancia allí, y que la experiencia visionaria descrita pudo haber surgido tras un periodo en el cual estuvo pensando sobre ello. Tuchscherer y Hair (2002) dieron muestras de que la exposición al silabario cheroqui fue parte del proceso. Inmigrantes cheroquis de los Estados Unidos vivían en la costa de Liberia en aquella época.
Después de crear el silabario, Bukele y sus seguidores fundaron una escuela en Dshondu para enseñar el sistema, y otras escuelas pronto siguieron en Bandakoplo, Mala y en otras localidades.